# Я теж хочу (фільм)
«Я теж хочу»- чотирнадцятий і останній фільм Олексія Балабанова, робота над яким була завершена в 2012 році.

## Зміст
Порожньою літньою дорогою мчить величезний чорний джип. У ньому - Бандит, його друг Матвій зі старим-батьком, Музикант і вродлива дівчина. Вони шукають Дзвіницю Щастя, яка за чутками знаходиться десь між Пітером і Угличем, поряд із атомною станцією, яка вже давно не працює. Дзвіниця забирає людей, але не всіх. Незважаючи на це, в чорній великій машині кожен вірить, що оберуть саме його.

## Ролі
| Актор             | Роль                  |
| ----------------- | --------------------- |
| Олександр Мосін   | бандит                |
| Олег Гаркуша      | музикант              |
| Юрій Матвєєв      | Матвій                |
| Аліса Шитикова    | дівчина               |
| Віктор Горбунов   | старий, батько Матвія |
| Олексій Балабанов | режисер               |
| Петро Балабанов   | хлопчик               |
| Авдотья Смирнова  | Ведуча                |
| Сергій Шолохов    | провідний             |

## Саундтрек
| Пісня               | Виконавець     |
| ------------------- | -------------- |
| «Голова-Нога»       | АукцЫон        |
| «Весна»             | Леонід Федоров |
| «Зошит»             | Леонід Федоров |
| «Зими не буде — 1»  | АукцЫон        |
| «Жи Доголонога — 2» | АукцЫон        |
| «Душа»              | Леонід Федоров |
| «Зими не буде — 2»  | АукцЫон        |
| «Елегія»            | Леонід Федоров |

## Знімальна група
- Режисер — Ребекка Томас
- Сценарист — Ребекка Томас
- Продюсер — Джессіка Колдуелл, Річард Нейстадтер, Алехандро Де Леон
- Композитор — Ерік Колвін
- Художник по костюмах — Надія Васильєва
- Оператор – Олександр Симонов

## Нагороди
Олександр Симонов став кращим оператором за підсумками фестивалю «Кіношок-2012», окрім того фільм отримав спеціальний приз кінопреси ім. Ірини Шилової .

## Критика
- Володимир Войтенко: „Фільм сюжетно дещо перегукується зі знаменитою картиною Андрєя Тарковського за сценарієм братів Стругацьких «Сталкер». Утім сам Балабанов це заперечує й каже, що «Сталкера» він взагалі додивитися не зміг, так йому було не цікаво. Хоча паралелі очевидні. З іншого ж боку, інтерпретації, звісно, свої, особливі. Скажемо так, глибинно занурені до певної російської традиції“[2].
- Продюсер успішної російської кінокомпанії СТВ Сергій Сєльянов: „Це жива історія про головне, що є в людині, про її потаємне бажання щастя задля здійснення свого життя у якомусь найвищому й позитивному ключі. Жанр визначити важко. Назвати його містичним не дуже правильно, назвати просто ровд-муві складно, назвати притчею – нудно“[2].
- Володимир Войтенко: „фільм є, сказати б, абсолютно безпросвітним і чи не найбезнадійнішим у всій його творчості“[2].